# Maluszyn (województwo mazowieckie)
Maluszyn – wieś w Polsce, położona w województwie mazowieckim, w powiecie sierpeckim, w gminie Szczutowo. Ma status sołectwa.
| SIMC    | Nazwa     | Rodzaj    |
| ------- | --------- | --------- |
| 1056474 | Helenowo  | część wsi |
| 1056480 | Henrykowo | część wsi |

W latach 1975–1998 miejscowość administracyjnie należała do województwa płockiego.